# 阿日善乃查干诺尔
阿日善乃查干诺尔是位于中国内蒙古自治区呼伦贝尔市新巴尔虎右旗杭乌拉苏木中部的一个湖泊。其位置约在东经116°37，北纬48°10′。湖面海拔501.60米，面积达7.6平方公里。该湖的主要沉积物为石盐。阿日善乃查干诺尔在蒙古语中的意思是圣水附近的湖。